# Ne-Yo
Shaffer Chimere Smith (* 18. října 1979, Camden, Arkansas), profesionálně známý jako Ne-Yo, je americký zpěvák, skladatel, producent, tanečník, herec a R&B zpěvák. Ne-Yo je také skladatel hlavně pomalých písní, příkladem je píseň „Let Me Love You“, kterou napsal pro zpěváka Maria. V roce 2006 vydal své debutové album In My Own Words, které obsahovalo největší hit amerických hitparád "So Sick". Jedná se o trojnásobného držitele prestižní ceny Grammy.

## Dřívější život
Ne-Yo se narodil 18. října 1979 ve městě Camden v Arkansasu, jeho pravé jméno je Shaffer Chimere Smith. Jeho otec je Afroameričan a jeho matka je míšenka Afroameričanky s Číňankou, ale oba byli muzikanti. Když byl Ne-Yo malý, tak bydlel jenom s matkou potom, co se rozvedla s jeho otcem. V naději na lepší život se rozhodla s tehdy ještě malým Ne-Yem přestěhovat do Las Vegas.

## Kariéra

### Skládání písní
Když Ne-Yo pracoval na svém debutovém albu In My Own Words, stihl napsat i několik velkých hitů pro největší hvězdy.
Psal písně pro Rihannu („Unfaithful“, „Take a Bow“), pro Maria Vasquéze píseň „Gallery“, pro Beyoncé skladbu „Irreplaceable“, které zůstávaly v hitparádách na MTV Top 20 řadu měsíců.
Ne-Yo psal také pro hvězdy jako Whitney Houston, Celine Dion, Enrique Iglesias a mnoho dalších.

### Nahrávání
Na začátku roku 2006 vydal Ne-Yo své debutové album In My Own Words pro Def Jam, ve kterém se objevila velmi populární hitovka „So Sick“. Za první týden se ho v USA prodalo 301 000 kusů.
Jeho druhé album Because of You vyšlo v roce 2007, na albu byl stejnojmenný hit, který vedl většinu hitparád v Americe, za první týden se v USA prodalo 251 000 kopií alba.
Ne-Yovo třetí a zatím poslední album Year of the Gentleman vyšlo v roce 2008 a jen v USA se ho za první týden prodalo kolem 250 000 kusů. Na albu Year of the Gentleman jsou hity jako „Miss Independent“ a „Closer“.
Album bylo nominováno na cenu Grammy 2009 za nejlepší album roku, píseň „Closer“ na nejlepší mužskou popovou píseň a skladba „Miss Independent“ na nejlepší R&B vokálovou píseň a celkově jen za nejlepší R&B píseň. Další jeho písně jsou: Better Today, Round round, sexy love, Mad

## Soukromý život
V roce 2005 se Ne-Yovi a jeho přítelkyni narodil první syn, kterému dali jméno Chimere podle jeho vlastního středního jména. Později se však ukázalo, že Ne-Yo nebyl Chimereho biologický otec, což Ne-Ya srazilo a nyní vede spor s jeho matkou.
Ne-Yo byl v roce 2008 zatčen za nebezpečnou jízdu, když jel svým Range Roverem rychlostí kolem 160 km/h, to bylo asi o 100 km/h více, než byl v oblasti povolený limit, navíc neměl platný řidičský průkaz. Za svůj čin byl odsouzen k 24 hodinám veřejně prospěšných prací.

## Diskografie
Studiová alba
- In My Own Words (2006)
- Because of You (2007)
- Year of the Gentleman (2008)
- Libra Scale  (2010)
- R.E.D. (2012)
- Non-Fiction (2015)
- Good Man (2018)
- Another Kind of Christmas (2019)
- Self Explanatory (2022)

## Filmografie
- 2007: Save the Last Dance 2 / (Nežádej svůj poslední tanec 2)
- 2007: Stomp The Yard / (Divoký Stomp)
- 2011: Battle: Los Angeles / (Světová invaze)
- 2011: Red Tails